# Hospital General Mateu Orfila
El Hospital General Mateu Orfila es el principal hospital de la isla de Menorca.
Construido entre 2004 y 2006 con un coste final de 58 millones de euros, fue inaugurado en abril de 2007 en substitución del antiguo Hospital Virgen del Toro. Su nombre es en honor a Mateu Orfila, médico menorquín de renombre internacional que fue médico del rey Luis XVIII de Francia, decáno de la facultad de París durante 17 años y considerado padre de la toxicologia moderna.
El centro médico está situado en la ciudad de Mahón en la Avenida Ronda Malbúger, s/n. Cuenta con más de un centenar de camas, siendo hospital de referencia para unas 90.000 personas. Ofrece las siguientes especialidades: cirugía general, cirugía ortopédica y traumatología, rehabilitación, urología, obstetricia y ginecología, otorrinolaringología, oftalmología, anestesiología y reanimación, medicina interna, medicina intensiva, pediatría, endocrinología, nefrología, hematología, oncología médica, radiodiagnóstico, reumatología, neurología, cardiología, pneumatología y psiquiatría.
Actualmente el gerente del hospital, y del área de salud, es la Dra. Ana Trenado y la directora médica, la intensivista Tamara Contreras.

## Unidades básicas del sector
- UBS Cala en Porter
- UBS Fornells
- UBS Mercadal
- UBS San Cristóbal
- UBS San Luis
- UBS Villacarlos